# 吴耀宗 (学者)
吴耀宗（1965年12月—），香港学者、诗人。香港城市大学中文及历史学系助理教授、中文文学硕士课程主任，香港十八区巡回诗会会社社长。曾任新加坡国立大学中文系助理教授。曾用笔名东邪、韦铜雀，赴美后改用原名。

## 专长
- 中国现当代文学研究
- 香港文学研究
- 东南亚华文文学研究

## 代表作

### 诗集
- 心软（新加坡，1988年）
- 孤独自成风暴（新加坡，1993年）[9][10]
- 半存在（台北，2008年）[11][12]
- 逐想象而居（香港，2015年）[13]
- 形成愛（香港，2018年）[14]

### 小说集
- 人间秀气（新加坡，1990年）[15][16]
- 火般冷（香港，2002年；台北，2012年）[17][18]

### 学术专著
- 被叙述, 所以存在: 中国现当代文学的论想（北京, 2014年）[19][20]

## 学术作品

### 主编
- 精神中国：1976年以后的文学求索（上海，2013年）[21][22]
- 当代文学与人文生态（台北，2003年）[23]

### 书评
- 当代小说阅读五种（陈思和著）[24]
- "Reading Food in Modern Japanese Literature by Tomoko Aoyama."[25]